# Drepanoneura muzoni
Drepanoneura muzoni – gatunek ważki z rodziny łątkowatych (Coenagrionidae). Występuje w zachodniej części Ameryki Południowej – w Peru i Ekwadorze.